# Гонсалес, Ирене
Ирене Гонсалес Лопес (исп. Irene González López; род. 23 июля 1996, Эсплугес-де-Льобрегат) — испанская ватерполистка, игрок сборной Испании. Серебряный призёр летних Олимпийских игр 2020 года, серебряный призёр чемпионата мира 2019 года, двукратная чемпионка Европы 2020 и 2022 годов.

## Карьера
В 2014 году Гонсалес окончила IES CAR Sant Cugat в Барселоне. В составе сборной юниоров завоевала серебряные медали на чемпионатах мира среди юниоров в 2013 и 2015 годах.
Дебютировала на взрослом уровне в 2016 году, завоевав серебряную медаль на Суперфинале Мировой лиги FINA. В 2019 году завоевала серебряную медаль на чемпионате мира в Кванджу, Южная Корея.
В 2020 году на чемпионате Европы в Венгрии испанская женская сборная, в составе которой выступала Ирене, завоевала золотые медали. В финальном матче Испания переиграла сборную России.
В 2021 году принимала участие в летних Олимпийских играх в Токио, где испанки стали серебряными призёрами турнира, уступив в финале американкам.
На чемпионате Европы 2022 года в Хорватии, испанки, в составе которых выступала Гонсалес, стали обладателями золотых медалей. В финальном поединке они победили сборную Греции.